# José Alfredo Jiménez
José Alfredo Jiménez Sandoval (Dolores Hidalgo, Guanajuato, 19 janvier 1926 - Mexico, 23 novembre 1973) était un chanteur et compositeur mexicain. Il a créé une grande quantité de thèmes, principalement rancheras, huapangos et Corrido (México), tous reconnus pour leur qualité et leur simplicité harmonieuse, du point de vue de la mélodie et du lyrisme.

## Biographie
Fils d'Agustín Jiménez Aguilar et de Carmen Sandoval, il est né dans le village de Dolores Hidalgo, dans l'État mexicain de Guanajuato, où il a passé les premières années de sa vie, jusqu'à la mort de son père en 1936. Il avait trois frères : Concepcion, Victor et Ignacio.
À 8 ans, il est arrivé à Mexico où dès l'adolescence il a commencé à composer ses premières chansons. Sa mère a ouvert une petite boutique qui n'a pas prospéré. Ainsi José Alfredo a dû contribuer à faire vivre sa famille et a occupé de multiples métiers, entre autres, serveur et joueur de football. Il a participé aux équipes d'Oviedo et du Club Deportivo Marte  de la première division de football mexicain, dans la position de gardien de but. Il avait comme coéquipier Antonio Carbajal . Plus tard, il a été membre d'un groupe appelé "Les Rebelles".
Le restaurant où il travaillait, "La Sirène", était fréquenté par Andrés Huesca, qui a écouté quelques-unes des chansons du jeune auteur-compositeur-interprète, parmi lesquelles "Cuando el Destino" et "Yo". Huesca décida d'enregistrer cette dernière  et de la chanter en 1948 pour la première fois sur la radio XEX-AM. José Alfredo s'est marié avec Paloma Gálvez avec qui a eu deux fils, José Alfredo et Paloma. Avec  Mary Medel, ils ont eu 4 fils : Guadalupe, José Antonio, Martha et José Alfredo.
José Alfredo n'avait pas d'éducation musicale, selon Miguel Aceves Mejía, qui l'a aidé dans ses premiers enregistrements professionnels et qui fut son témoin lors de son mariage religieux avec Paloma Gálvez ; il ne savait jouer d'aucun instrument. Pourtant, il  a composé plus d'un millier de chansons ; la plupart d'entre elles, interprétées par Les Mariachis Vargas, et arrangées par  Rubén Fuentes,  José Alfredo qui  lui sifflait simplement la mélodie. Beaucoup de ses chansons ont été interprétées par d'autres chanteurs mexicains et du monde hispanique. En plus de ceux déjà cités on peut nommer :  Miguel Aceves Mejía, Amalia Mendoza, Luis Aguilar, Javier Solís, Pedro Infante, Jorge Negrete, Vicente Fernández, Julio Iglesias, Lola Beltrán, María de Lourdes, María Dolores Pradera, Chavela Vargas, Luis Miguel, Rocío Dúrcal, Joaquín Sabina, Antonio Aguilar, Plácido Domingo, Lucha Villa, Jorge Valente, Mari Trini, Enrique Bunbury.
Dans ses dernières années, principalement dans les années 1970, José Alfredo s'est passionné pour la chanteuse mexicaine Alicia Juarez, avec qui il réalisa un album en 1972.

## Mort

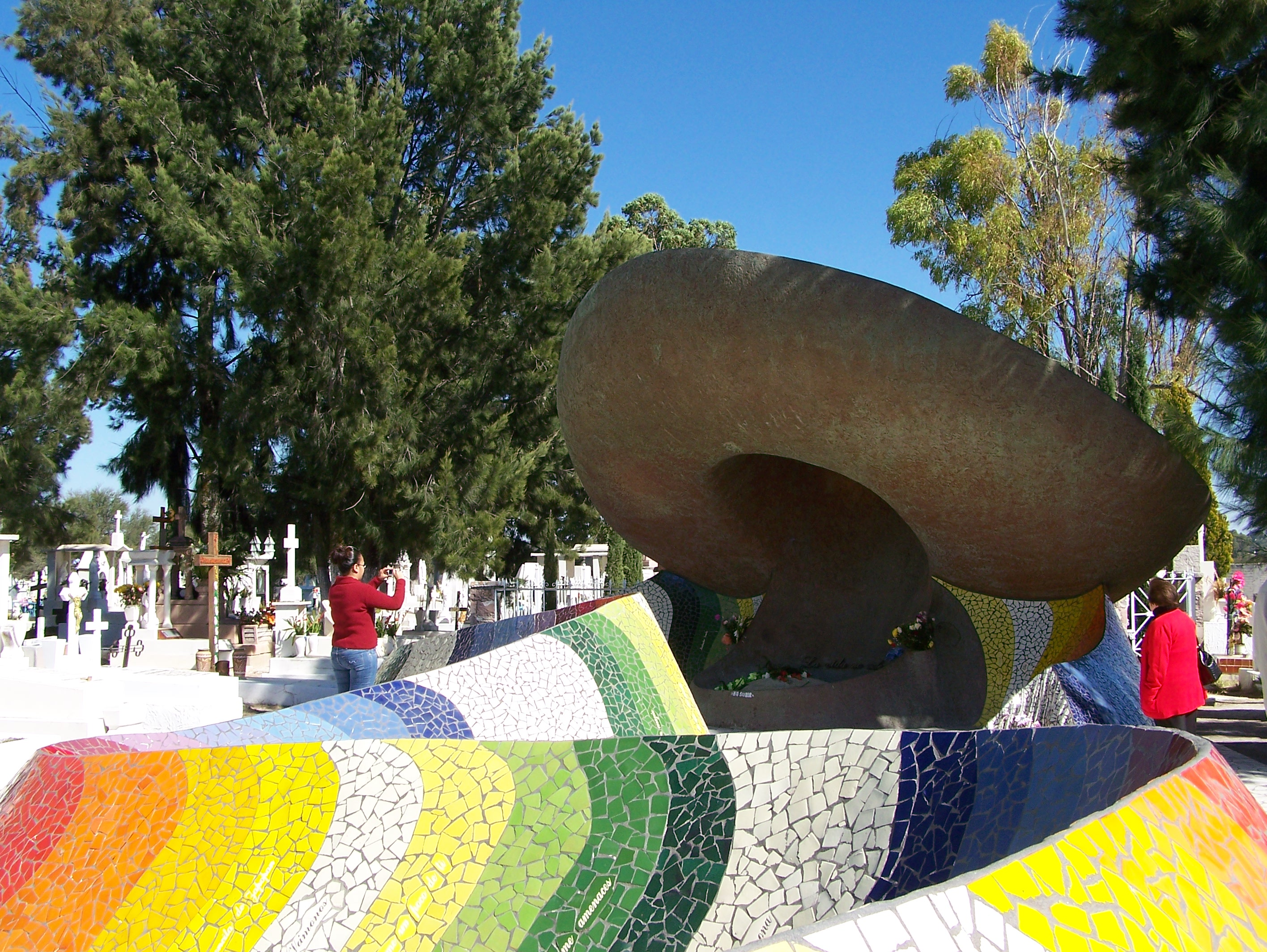
Tombe de José Alfredo Jiménez

José Alfredo Jiménez est mort dans la ville de Mexico, le 23 novembre 1973, à l'âge de 47 ans, des suites d'une cirrhose. Il repose dans le cimetière de son village natal.

## Thématiques des chansons
Associer les chansons de José Alfredo Jiménez avec la boisson et la fête est inévitable. Les chansons de José Alfredo sont explicites : il noie ses déceptions amoureuses en buvant un verre de tequila, buvant toute la bouteille si nécessaire. L'alcool se pose comme une ressource d'acceptation de sa destinée.
José Alfredo Jiménez tirait son inspiration de ses propres expériences. Sa principale envie d'écrire venait de ses mésaventures amoureuses. Il existe beaucoup de chansons qu'il a consacrées aux femmes qui ont été ses compagnes  et à son épouse Paloma, pour qui il a composé "Paloma querida". Selon ses propres mots il a interprété pour la première fois cette chanson le 17 décembre 1949, sous la forme d'une sérénade. Cette chanson est une des sept  (Ella, Tu recuerdo y yo, Paloma querida, Que suerte la mia, El hijo del pueblo, El jinete y La que se fue) qu'il a produites et qui furent enregistrées par l'acteur et  chanteur Jorge Negrete. La chanson "Amanecí en tus brazos" fut écrite pour Lucha Villa, "El Rey" a été composée et dédiée à  Alicia Juárez, pour Columba Domínguez il a écrit "Si nos dejan" et pour un amour de sa jeunesse appelée Cristina Fernández, il a composé "Ella", bien que par erreur il se disait qu'il l'avait écrite pour  María Félix. La chanson "Despacito" a été composée à la demande de Pedro Infante pour Irma Dorantes. Et "Las botas de charro" pour Marcelino Quiroz qui l'a interprétée au Panteón Taurino.

## Discographie
- La chamuscada (Tierra y libertad) (1971)
- El caudillo (1968)
- Arrullo de Dios (1967)
- Me cansé de rogarle (1966)
- Audaz y bravero (1965)
- Escuela para solteras (1965)
- La sonrisa de los pobres (1964)
- Las hijas del Amapolo (1962)
- Juana Gallo (1961)
- El hombre del alazán (1959)
- Cada quién su música (1959)
- Mis padres se divorcian (1959)
- Ferias de México (1959)
- Guitarras de medianoche (1958)
- La feria de San Marcos (1958)
- Pura vida (1956)
- Tres bribones (1955)
- Camino de Guanajuato (1955)
- Los aventureros (1954)
- Ni pobres ni ricos (1953)
- El enamorado (1952)
- Ahí viene Martín Corona (1952)
- Los huéspedes de La Marquesa (1951)

## Hommages
Les compositions du chanteur ont été traduites dans le monde entier et adaptées à de nombreux genres  musicaux qui vont du rock jusqu'à la cumbia comme cela est arrivé avec la chanson "Tu y las nubes" interprétée par Claudio Morán et le Quatuor Universel du Pérou en 1984.
En 1988, la chanteuse  mexicaine Aida Cuevas a enregistré un disque intitulé "Le meilleur de José Alfredo Jiménez" avec la maison de disques CBS à Miami, Floride, en mettant en avant plusieurs chansons  "Que bonito amor", "Serenata sin luna" et "À la luz de los cocuyos", "La unica estrella", "Que te vaya bonito", "Gracias" et "El siete mares".
En 1994, le chanteur mexicain Luis Miguel, a rajouté une des chansons de José Alfredo à la deuxième partie de ses disques de boléros : Segundo Romance  en interprétant "La media vuelta".
En 1998, la maison de disques BMG, a présenté un album d'hommage en deux volumes intitulé Y sigue siendo el rey dans lequel sont présentées des chansons enregistrés par l'interprète pour RCA Records avec des accompagnements différents des originaux et des duos avec divers artistes reconnus. Dans le premier volume il mêle sa voix à celles d'artistes déjà morts : Jorge Negrete et Pedro Vargas. Sur le deuxième volume viennent s'ajouter d'autres duos et des chansons accompagnées par le Mariachi Vargas de Tecalitlán.
En 2001, pour la bande originale du feuilleton “Aventures dans le temps", la chanteuse Belinda a rendu hommage au compositeur en interprétant la  chanson “Si Nos Dejan", dans une version pop.
En juillet  2003,  Sony International a sorti un album hommage à Jiménez intitulé Tributo a José Alfredo Jimenez XXX, avec quelques-uns des artistes représentant le  genre rock: El Tri, Maná, Moenia, Saúl Hernández, Miguel Mateos et Joaquín Sabina entre autres. De plus, pour cet album une chanson inédite a été enregistrée  "Fugitivo", dont les paroles sont de José Alfredo, mais  la musique du groupe Elefante. 
En 2004 est sorti le volume 3 Grandes de la Banda  où les chanteurs mexicains José Ange Ledezma 'El Coyote', Julio Preciado et Valentín Elizalde interprètent ses chansons accompagnés par un groupe de banda sinaloense.
Dans l'an 2005 María Jiménez a enregistré pour la filiale espagnole de Universal Music un album intitulé Jimenez Canta Jimenez, Homenaje a José Alfredo.